# Chuchelský tunel

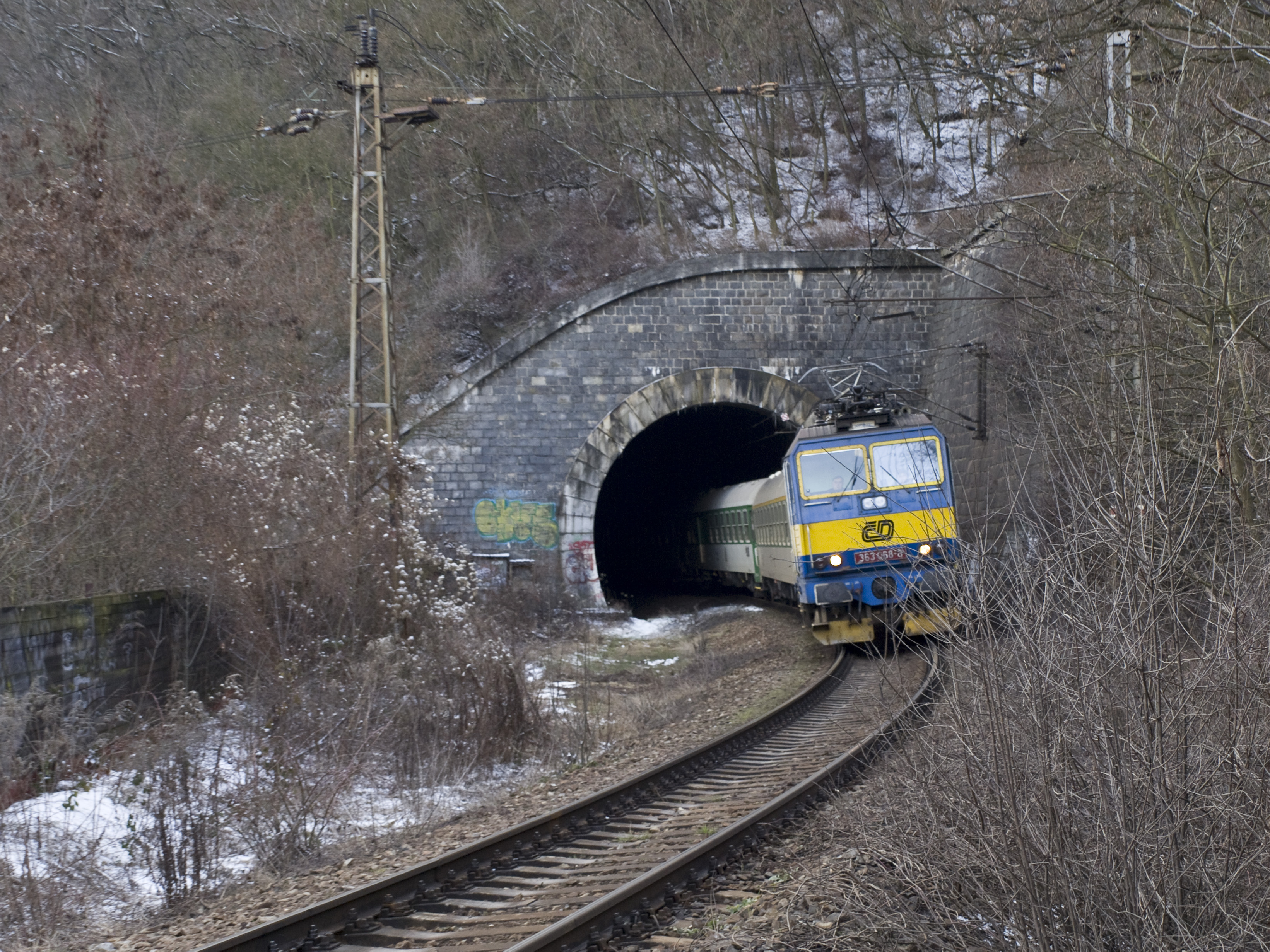
Lokomotiva 363 na čele odkloněného rychlíku vyjíždí z horního portálu tunelu

Chuchelský železniční tunel je na malochuchelské straně pokračováním železniční tratě ze železniční stanice Praha-Krč přes Branický most směrem k zastávce Praha-Velká Chuchle a stanici Praha-Radotín. Úboční tunel je součástí oblouku napojujícího trať z mostu mimoúrovňově na trať vedoucí podél levého břehu řeky Vltavy. Tunel nemá oficiální pojmenování. Podchází malochuchelskou ulici V Lázních a Mariánsko-Lázeňský potok tekoucí od zdejší kapličky nad obcí a kostelíkem Narození Panny Marie. Délka tunelu je 500 metrů, šířka 9 m, výška 7,2 m a poloměr oblouku 302 m, u obou portálů navazují dlouhé a vysoké zárubní zdi. Projektantem byl Státní ústav železničního projektování (později SÚDOP v Praze), výstavbu (ražbu) prováděl n.p. Baraba.

## Historie
Celá spojovací trať Praha-Krč – Praha-Radotín byla sice budována již v letech 1949–1955, z toho tunel v letech 1952–1954, ale zprovozněna byla až 30. května 1964. Je součástí železniční jižní spojky, která slouží zejména pro odklon nákladní dopravy mimo centrum Prahy. Pravidelná osobní doprava ji nevyužívá, bývá po ní vedena pouze při výlukách a jiných mimořádných odklonech. Trať propojuje někdejší lokální dráhu Nusle – Modřany (dnes regionální trať Praha – Vrané nad Vltavou – Čerčany/Dobříš) s tratí Praha – Plzeň celostátní dráhy.

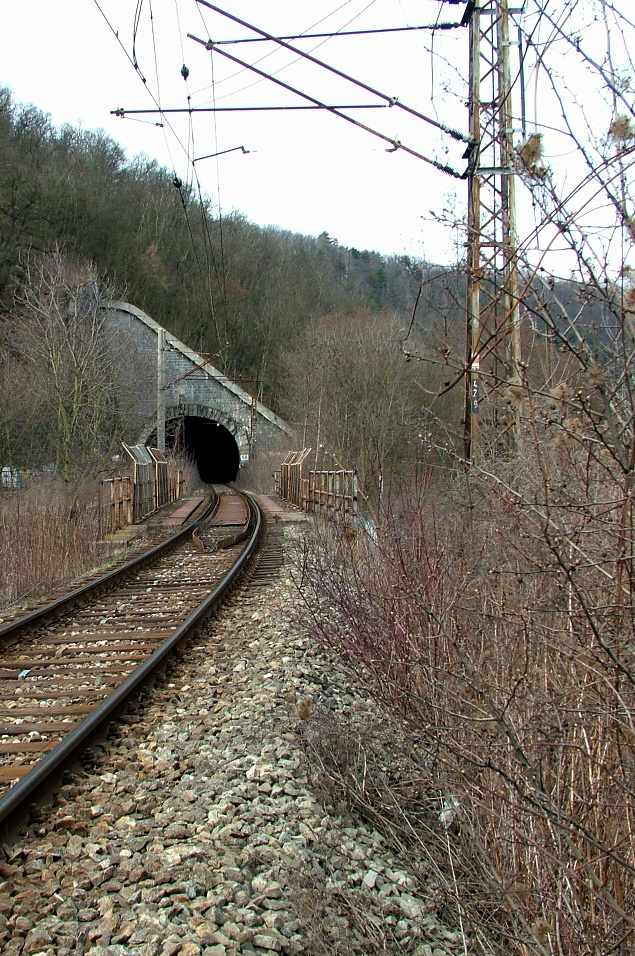
Dolní portál

Trať byla plánována jako dvojkolejná a těleso tratě je tak vybudováno. Při stavbě však byla v severní části tratě položena jen jedna kolej. Druhá kolej, položená na Branickém mostě, byla později po provedení zatěžovacích zkoušek mostu snesena. Dolní portál tunelu je znatelně širší, protože u tohoto (též jižního) portálu se jednokolejná trať rozděluje u odbočky Tunel, dálkově ovládané z Radotína, a pokračuje podél plzeňské tratě dvěma samostatnými kolejemi (kolej lichého směru přesmykem), přes nové vnější zastávky Velká Chuchle (u krajních kolejí), do stanice Praha-Radotín, kde je teprve zaústěna.
Vzhledem k tomu, že oficiálně se v té době o případných neúspěších nepsalo, je nutno příčiny jednokolejnosti uváděné v populárních zdrojích brát s rezervou jako městské pověsti. Podle nich příčinou neúspěchu původního projektu dvojkolejného tunelu byla chyba výpočtu, a to buď způsobená nedbalým projektováním a spěchem při výstavbě (stavba započala ještě před dokončením projektu ), nebo úmyslnou sabotáží ze strany projektantů . Jiné pověsti tvrdí, že při stavbě tunelu se ukázalo, že skála nemá dostatečnou pevnost pro udržení relativně mělce založeného velkého tunelu, proto byla polovina jeho roury proti mostu provedena jen pro jednu kolej místo plánovaných dvou.
Pravděpodobné však je, že druhá kolej nebyla zatím potřeba v důsledku nižších kapacitních nároků na trať, která je jen částí doposud nedokončeného záměru (viz poslední odstavec), a kde je vedena jen pravidelná nákladní doprava, osobní pouze odklonem. Profil tunelu vyhovuje tehdy používanému profilu 1-SM pro dvoukolejnou trať, ovšem nevyhovuje trakčnímu vedení pro dvě koleje. Před zdvojkolejněním bude nově posouzen mj. dle ČSN 73 7508 - Železniční tunely.
V roce 2023 bylo zahájeno první etapou zdvojkolejnění úseku odbočka Tunel – Branický most – Praha-Krč – Praha-Kačerov – (nová) odbočka Spořilov (zatím s výjimkou tratě v samotném tunelu), i pro využití pro účely městské a příměstské osobní železniční dopravy. Následně musí být znovu prověřen průjezdný profil v tunelu podle aktuálně platné české i evropské normy UIC,ERA (TSI) pro dvojkolejnou trať. Protože případně potřebné stavební úpravy v tunelu mohou trvat delší dobu a první etapa zdvojkolejnění musí nutně skončit v roce 2024 - navazují další akce uzlu Praha (mj. začátek stavebních prací na vyšehradském železničním mostě), zůstane tunel zatím jednokolejný - obousměrný provoz bude řízen návěstidly před portály. Se zdvojkolejněním tohoto zbývajícího krátkého úseku se počítá v druhé etapě (ŽUP-2050). Zdroj: GŘ SŽ 29.8.2024.
Uprostřed oblouku před vjezdem z mostu do tunelu byla stavebně připravena odbočka, která měla navazovat na další plánovanou část obchvatu, tunel do Hlubočep a Jinonic, od jehož výstavby se nakonec upustilo. V aktuálním projektu vysokorychlostního tunelového železničního koridoru Praha-Beroun (Tachlovický tunel) se také počítá s napojením rychlé nákladní dopravy od Krče do jeho vyústění v těchto místech (předpoklad výstavby 2028–2035).